# ブタジエン
ブタジエン (英: butadiene) は、分子式C4H6で表される二重結合を2つ持つ不飽和炭化水素の一つである。単純にブタジエンと言った場合、ほとんどの場合は1,3-ブタジエン (CH2=CH-CH=CH2) を指す。1,3-ブタジエンはもっとも単純な共役ジエンであり、SBR（スチレン・ブタジエンゴム）などの合成ゴム生産における重要な工業中間体である。
もう一方の異性体として集積ジエンの1,2-ブタジエン (CH2=C=CH-CH3) が存在するが、どちらも常温常圧下で無色の気体である。
1,2-ブタジエンは工業的に重要ではないため、以下は特に断らない限り1,3-ブタジエンについて詳述する。

## 歴史
1863年、フランスの化学者がアミルアルコールの熱分解により炭化水素を単離したと報告したが、当時は構造決定にまでは至らなかった。1886年にヘンリー・アームストロングが石油の熱分解により単離し、この炭化水素が1,3-ブタジエンであると決定された。1910年にはロシアの化学者セルゲイ・レベデフ が、ブタジエンを重合させゴム状の高分子を合成した。しかしながらこの高分子は天然ゴムに比べると柔らかすぎたため、自動車のタイヤなどに使用することはできなかった。
ブタジエンは第二次世界大戦の少し前に工業利用されるようになった。大戦前、大英帝国（イギリス）は天然ゴム生産をコントロールする立場にあり、対戦国に対して天然ゴムの供給制限をかけることが可能な状況であった。しかし1929年にドイツのIG・ファルベン社の社員であったエドゥアルト・チュンカー (Eduard Tschunker) とヴァルター・ボック (Walter Bock) が、自動車のタイヤに利用できる程度の強度を持ったスチレンとブタジエンの共重合体を開発した。この合成法は急速に世界中に広まり、ソビエト連邦とアメリカ合衆国ではエタノールを原料として、ドイツでは石炭由来のアセチレンを原料として製造されるようになった。

## 構造
アレン骨格を有する1,2-ブタジエンより、共役ジエンである1,3-ブタジエンが安定である。実際、1,2-ブタジエンは1,3-ブタジエンより53.2 kJ/molだけ不安定である。
1,3-ブタジエンのビニル基C2H3間の結合長1.48 Åは通常の炭素-炭素間の単結合長1.54 Åより短い。このことは、ビニル基間の結合が単結合ではなく、二重結合性を帯びていることを示唆している。

## 製造
アメリカ合衆国や西ヨーロッパ、日本などではブタジエンは接触分解を用いて、エチレンや他のオレフィン類と同時に製造している。脂肪族炭化水素を蒸気と一緒に900 °C以上の高温に加熱すると、脱水素を起こしブタジエンなどの不飽和炭化水素へと変換される。エタンなどの分子量が小さな脂肪族炭化水素を用いるとエチレンが合成されるが、より分子量の大きい脂肪族炭化水素を用いるとブタジエンや芳香族炭化水素が合成される。
接触分解により製造された炭素数が同じ炭化水素群からブタジエンのみを単離する際には、通常アセトニトリルやジメチルホルムアミドなどを用いて液-液抽出を行った後に蒸留により精製している。
ブタジエンはブタンの触媒的脱水素によっても合成される。1957年、商業プラントがアメリカヒューストンに最初に設立された際には、年間65,000トンのブタジエンが製造された。

### エタノールからの製造
東ヨーロッパや中国、インドなどではエタノールからブタジエンが合成されている。接触分解により大量に合成されるブタジエンと比較すると価格面では劣るが、エタノール経由の製造法は初期投資が小さいため小スケールのプラントで製造するのに好都合だったためである。大きく分けて2つの合成法がある。
1つめの合成法はセルゲイ・レベデフにより発見されたもので、エタノールを金属触媒下で高温に加熱してブタジエンと水素、水へと変換するものである。
{\displaystyle {\ce {2CH3CH2OH -> CH2=CH-CH=CH2\ + 2H2O\ + H2}}}
このプロセスは第二次世界大戦中、および戦後のソビエト連邦の合成ゴム製造の中心となった方法であり、2006年現在でもわずかながらロシアや東ヨーロッパでプラントが稼働している。
もう一つの方法はロシアの化学者イヴァン・オストロミスレンスキーにより発見された方法であり、エタノールを酸化しアセトアルデヒドとした後に、タンタル / 二酸化ケイ素の触媒下でエタノールを加え325–350 °Cに加熱することでブタジエンを得るというものである。
{\displaystyle {\ce {CH3CH2OH\ + CH3CHO -> CH2=CH-CH=CH2\ + 2H2O}}}
このプロセスは第二次世界大戦中のアメリカの合成ゴム製造の中心となった方法であり、2006年現在でも中国やインドで用いられている。

## 利用
ほとんどのブタジエンは合成ゴム合成に用いられる。ポリブタジエンは液体といっても差支えない程に柔らかいが、ブタジエンとスチレン、またはアクリロニトリルとを混合して重合させたスチレン・ブタジエンゴム、ニトリル・ブタジエンゴムはどちらも硬さと伸縮性を備え持っている。スチレン・ブタジエンゴムは自動車のタイヤの素材として多用されている。また家電製品や雑貨に広く用いられるプラスチックであるABS樹脂の主原料の1つでもある。
他にもナイロン合成の前駆体であるアジポニトリルの合成や、クロロプレンゴムの前駆体であるクロロプレン、溶媒であるスルホラン、合成中間体として重要な1,4-ブタンジオールの合成などに用いられている。また三量化によるシクロドデカトリエンの工業的製造にも用いられている。